# Cosimo Pinto
Cosimo Pinto (* 14. März 1943 in Novara) ist ein ehemaliger italienischer Boxer. Er war Olympiasieger 1964 in Tokio im Halbschwergewicht.

## Werdegang
Cosimo Pinto wuchs in Novara auf und begann als Jugendlicher mit dem Boxen. Er trat schon bald in die italienischen Streitkräfte ein und wurde dort intensiv gefördert. Im Alter von 20 Jahren hatte er sich neben Giulio Saraudi zum besten italienischen Amateurboxer im Halbschwergewicht entwickelt.
1963 startete er für Italien bei den Mittelmeerspielen in Neapel und gewann dort im Halbschwergewicht durch einen Sieg im Finale über den Franzosen Cosimo Bruno. Im gleichen Jahr gelang ihm auch der Turniersieg bei den Vorolympischen Spielen in Tokio durch einen techn. K.-o.-Sieg in der 3. Runde über den Japaner Tadayuki Maruyama.
Im Mai des Jahres 1964 gewann er bei der CISM-Militär-Weltmeisterschaft in Tunis im Mittelgewicht. Er besiegte dabei den bundesdeutschen Starter Schneider durch Abbruch in der 1. Runde. Wie wichtig den italienischen Militärs dieser Sieg war, kann man daraus ersehen, dass Cosimo Pinto für diese Meisterschaft fast 8 kg abtrainieren musste, um im Mittelgewicht starten zu können, da im Halbschwergewicht Giulio Saraudi eingesetzt wurde. In Anbetracht der bevorstehenden Olympischen Spiele in Tokio, in der Cosimo Pinto wieder im Halbschwergewicht starten wollte, ein riskantes Unterfangen.
Cosimo Pinto steckte diese Rosskur aber gut weg, wie man an seinem Resultat bei den Olympischen Spielen in Tokio ersehen konnte. Er wurde nämlich Olympiasieger im Halbschwergewicht. Auf dem Weg dorthin besiegte er Rudi Lubbers, Niederlande, mit 5:0 Richterstimmen und Jürgen Schlegel aus der DDR mit 4:1 Richterstimmen nach Punkten. Im Halbfinale wurde er Abbruchsieger über den Bulgaren Alexander Nikolow und im Finale gelang ihm ein knapper 3:2-Punktsieg über den sowjetischen Starter Alexei Kisseljow.
In den folgenden Jahren dosierte Cosimo Pinto seine Starts sehr. Er wurde nur in den Jahren 1965 und 1967 italienischer Meister im Halbschwergewicht. Erst 1967, als die Europameisterschaft der Amateurboxer in Rom stattfand, nahm er wieder an einer internationalen Meisterschaft teil. Er gewann dort im Halbschwergewicht gegen Georgi Stankow aus Bulgarien durch Disqualifikation in der 3. Runde und besiegte Kurt Baumgartner aus Österreich nach Punkten. Gegen Peter Gerber aus der Bundesrepublik Deutschland verlor er aber im Halbfinale durch techn. K. o. in der 3. Runde und belegte damit den 3. Platz.
Danach trat er, erst 25 Jahre alt, zurück und widmete sich seiner Militärlaufbahn. Berufsboxer ist er nie geworden.

## Internationale Erfolge
(OS = Olympische Spiele, WM = Weltmeisterschaft, EM = Europameisterschaft, Mi = Mittelgewicht, Hs = Halbschwergewicht)
- 1963, 1. Platz, Mittelmeerspiele in Neapel, Hs, vor Cosimo Bruno, Frankreich, Francisco San Jose Perez, Spanien u. Dimitrios Kyrazis, Griechenland;
- 1963, 1. Platz, Vorolympische Spiele in Tokio, Hs, vor Tadayuki Maruyama, Japan;
- 1964, 1. Platz, CISM-Militär-WM in Tunis, Mi, vor Schneider, BRD;
- 1964, Goldmedaille, OS in Tokio, Hs, vor Alexei Kisseljow, UdSSR, Alexander Nikolow, Bulgarien u. Zbigniew Pietrzykowski, Polen;
- 1967, 3. Platz, EM in Rom, HS, hinter Danas Pozniakas, UdSSR u. Peter Gerber, BRD, gemeinsam mit Ion Monea, Rumänien

## Länderkampf
1963 in Bukarest, Rumänien gegen Italien, Hs, Punktsieger über Mentzel